# Mario Pedraza
Mario Pedraza Abreu (18 luglio 1973) è un ex calciatore cubano, di ruolo difensore.

## Carriera

### Nazionale
Ha debuttato in Nazionale il 4 ottobre 1997, in Saint Kitts e Nevis-Cuba (0-2). Ha messo a segno la sua prima rete con la maglia della Nazionale il 9 marzo 2000, nell'amichevole Cuba-Nicaragua (4-0), siglando la rete del momentaneo 3-0 al minuto 44. Ha partecipato, con la Nazionale, alla CONCACAF Gold Cup 1998 e alla CONCACAF Gold Cup 2002. Ha collezionato in totale, con la maglia della Nazionale, 26 presenze e una rete.

## Palmarès

### Club

#### Competizioni nazionali
- Campionato cubano di calcio: 1

Cienfuegos: 2007-2008